# Lichenostomus fasciogularis
Lichenostomus fasciogularis é uma espécie de ave da família Meliphagidae.
É endémica da Austrália.
Os seus habitats naturais são: florestas de mangal tropicais ou subtropicais.